# Stipa leptothera
Stipa leptothera är en gräsart som beskrevs av Carlos Luis Spegazzini. Stipa leptothera ingår i släktet fjädergrässläktet, och familjen gräs. Inga underarter finns listade i Catalogue of Life.